# Star Trek: Picard
Star Trek: Picard es una serie de televisión web estadounidense creada por Akiva Goldsman, Michael Chabon, Kirsten Beyer y Alex Kurtzman para el servicio de streaming CBS All Access (luego llamada «Paramount+»). Es la octava serie de Star Trek y se estrenó en 2020 como parte del Universo Star Trek ampliado de Kurtzman. La serie se centra en el almirante retirado de la Flota Estelar Jean-Luc Picard que se ha visto profundamente afectado por la muerte de Data en la película Star Trek: Nemesis (2002) y la destrucción del planeta Romulus en la película Star Trek (2009).
Patrick Stewart es productor ejecutivo de la serie y protagoniza a Picard, repitiendo su papel en la serie Star Trek: The Next Generation, así como de otros medios de Star Trek. Alison Pill, Isa Briones, Evan Evagora, Michelle Hurd, Santiago Cabrera, Harry Treadaway, Jeri Ryan, Orla Brady, y Brent Spiner también tienen roles protagónicos en sus dos primeras temporadas. En su tercera temporada se unen los miembros del elenco de Next Generation LeVar Burton, Michael Dorn, Jonathan Frakes, Gates McFadden, Marina Sirtis y Spiner como estrellas invitadas especiales. 
Los rumores sobre la serie comenzaron en junio de 2018 y el anuncio oficial tuvo lugar en agosto de ese año. Stewart había dicho anteriormente que no volvería a la franquicia después de Nemesis. La serie es producida por CBS Television Studios en asociación con Secret Hideout, Weed Road Pictures, Escapist Fare y Roddenberry Entertainment, y fue diseñada para ser más pausada y centrada en los personajes que las series anteriores de la franquicia. El rodaje se lleva a cabo en California, que otorgó a la serie grandes créditos fiscales. Chabon se desempeñó como showrunner durante la primera temporada, con Goldsman y Terry Matalas reemplazándolo en la segunda. Matalas fue el único showrunner de la tercera
Star Trek: Picard se estrenó en CBS All Access el 23 de enero de 2020, su primera temporada duró 10 episodios hasta el 26 de marzo, la segunda debutó en Paramount+ en 2022 y la tercera en febrero de 2023 en la misma plataforma. La serie recibió evaluaciones positivas de los críticos, que elogiaron la actuación de Stewart y el enfoque en el personaje por sobre la acción, aunque algunos criticaron el ritmo lento de la serie. Se crearon varios proyectos relacionados con la serie, incluido un episodio de la serie complementaria Star Trek: Short Treks. El elenco, el equipo y los fanáticos han expresado interés en una posible serie derivada/secuela comúnmente conocida como Star Trek: Legacy.

## Argumento
En 2399, 20 años después de los eventos de Star Trek: Nemesis, el ahora retirado Almirante Jean-Luc Picard aún se encuentra profundamente afectado por la muerte de Data y su fracaso en evitar la destrucción de Rómulo, mundo capital del Imperio Romulano, visto en Star Trek (2009). 
Retirado de la Flota Estelar desde hace algunos años y viviendo en el viñedo de su familia en Francia, Picard se ve arrastrado a una nueva aventura cuando lo visita una "hija" sintética de Data, uno de varios nuevos seres sintéticos o "sintetizadores".  Picard lucha por su derecho a existir y da su vida para salvarlos.A partir de allí, vivirá nuevas aventuras en busca de una redención emocional enfrentando a nuevos y viejos enemigos, con la ayuda de nuevos y viejos aliados.

## Reparto y personajes
- Patrick Stewart como el almirante retirado Jean-Luc Picard. Antiguo capitán de la USS Enterprise D y E.
- Isa Briones como Dahj Asha, una joven que busca a Picard para pedirle ayuda. Se revela como un androide y una posible hija de Data.[7][8] Briones también interpreta a Soji y Sutra Asha, las hermanas gemelas de Dahj. En la 2ª temporada interpreta a Kore Soong, hija sintética del doctor Adam Soong.
- Santiago Cabrera como Cristóbal Ríos, antiguo navegante de la Flota Estelar y experto ladrón, ahora reconvertido en capitán de su propia nave, "La Sirena", que transportará a Picard. Cabrera también interpreta a todos los hologramas con diferentes puestos de la nave, al que Ríos ha dado su apariencia de base, aunque cada uno de los hologramas desarrolla una personalidad diferente y única.[9]
- Michelle Hurd como Raffaella "Raffi" Musiker, una exoficial de inteligencia con rango de teniente comandante que fue expulsada de la Flota Estelar a raíz de colaborar con Picard en la reubicación de los romulanos tras la destrucción de su mundo capital Rómulo y que lucha contra su adicción a las drogas y el alcohol.[9]
- Evan Evagora como Elnor, un refugiado romulano con extraordinarias habilidades de combate.[10]
- Alison Pill como la doctora Agnes Jurati, una experta en humanoides sintéticos.[7][8]
- Harry Treadaway como Narek, un agente encubierto romulano.[7][8]
- Peyton List como Narissa/teniente Rizzo, una espía romulana que se interna en la Flota Estelar como la teniente Rizzo, con apariencia humana, designada a seguridad. Narissa es hermana de Narek.
- Orla Brady como:
  - Laris, asistente personal romulana de Picard.[11][12]
  - Tallinn, antepasado romulano de Laris, una Supervisora en el siglo XXI.
- Jamie McShane como Zhaban, asistente personal romulano de Picard.[12]
- Jonathan del Arco como Hugh, antiguo dron Borg, que Picard rescató en una antigua misión de la USS Enterprise D y lo liberó del pensamiento único del colectivo.[13] En la serie, se dedica a la gestión de un cubo borg desmantelado en colaboración con los romulanos y rehabilitando a antiguos drones.[14]
- Tamlyn Tomita como la comodoro Oh, una romulana que se hace pasar como vulcana, jefa de seguridad de la Flota Estelar, superior de la teniente Rizzo, asimismo, miembro del Tal Shiar.
- Brent Spiner como:
  - Data, un androide inteligente que sirvió con Picard como segundo oficial a bordo del Enterprise y que se sacrificó para salvar a Picard en Star Trek: Nemesis.
  - Altan Inigo Soong, hijo de Noonian Soong, socio investigador de Bruce Maddox, que reside en Coppelius como "padre" sustituto de los sintéticos que allí habitan.
  - Doctor Adam Soong, científico de la familia Soong en el siglo XXI.
- Jeri Ryan como Siete de Nueve, una antigua dron Borg liberada del colectivo por la capitana Kathryn Janeway y la tripulación del USS Voyager.[15]
- Jonathan Frakes como William Riker, fue el primer oficial de Picard en la USS Enterprise D y la E. Él y Troi se casaron al comienzo de Star Trek: Nemesis.[16] Posteriormente se convirtió en el capitán de la USS Titán.
- Marina Sirtis como Deanna Troi, antigua consejera medio humana y medio betazoide de la USS Enterprise D y E. Ella y Riker se casaron al comienzo de Star Trek: Nemesis.[16]
- John Ales como Bruce Maddox, oficial científico y cibernético de la Flota Estelar que trabajaba en el Instituto Daystrom.
- John de Lancie como Q.
- Whoopi Goldberg como Guinan.
- Ito Aghayere como Guinan en el siglo XXI.
- Penelope Mitchell como Renée Picard.
- Sol Rodríguez como la doctora Teresa Ramirez.
- Gates McFadden como la doctora Beverly Crusher
- Michael Dorn como Worf.
- Ed Speleers como Jack Crusher Jr., hijo de la doctora Beverly Crusher.
- Todd Stashwick como Liam Shaw, capitán de la U.S.S. Titan-A.
- Amanda Plummer como Vadic.
- Ashlei Sharpe Chestnut como alférez Sidney La Forge.
- LeVar Burton como el comodoro Geordi La Forge.

## Episodios
| Temporada | Temporada | Episodios | Episodios | Lanzamiento original  | Lanzamiento original | Lanzamiento original          |
| Temporada | Temporada | Episodios | Episodios | Primera emisión       | Última emisión       | Cadena                        |
| --------- | --------- | --------- | --------- | --------------------- | -------------------- | ----------------------------- |
|           | 1         | 10        | 10        | 23 de enero de 2020   | 26 de marzo de 2020  | CBS All Access / Prime Video* |
|           | 2         | 10        | 10        | 3 de marzo de 2022    | 5 de mayo de 2022    | Paramount+ / Prime Video*     |
|           | 3         | 10        | 10        | 16 de febrero de 2023 | 20 de abril de 2023  | Paramount+ / Prime Video*     |

* En países sin servicio de Paramount+

### Primera temporada (2020)
| N.º en serie | N.º en temp. | Título                                                         | Dirigido por        | Escrito por | Fecha de emisión original | Código de prod. |
| ------------ | ------------ | -------------------------------------------------------------- | ------------------- | --- | ------------------------- | --------------- |
| 1            | 1            | «Remembrance» «Recuerdo»                                       | Hanelle Culpepper   | Guion de: Akiva Goldsman y James Duff Historia de: Akiva Goldsman, Michael Chabon, Kirsten Beyer, Alex Kurtzman y James Duff | 23 de enero de 2020       | 1WAH01          |
| 2            | 2            | «Maps and Legends» «Mapas y leyendas»                          | Hanelle Culpepper   | Michael Chabon y Akiva Goldsman                                                                                              | 30 de enero de 2020       | 1WAH02          |
| 3            | 3            | «The End Is the Beginning» «El final es el principio»          | Hanelle Culpepper   | Michael Chabon y James Duff                                                                                                  | 6 de febrero de 2020      | 1WAH03          |
| 4            | 4            | «Absolute Candor» «La verdad absoluta»                         | Jonathan Frakes     | Michael Chabon | 13 de febrero de 2020     | 1WAH04          |
| 5            | 5            | «Stardust City Rag» «La chusma de la Ciudad del Polvo Estelar» | Jonathan Frakes     | Kirsten Beyer | 20 de febrero de 2020     | 1WAH05          |
| 6            | 6            | «The Impossible Box» «La caja imposible»                       | Maja Vrvilo         | Nick Zayas | 27 de febrero de 2020     | 1WAH06          |
| 7            | 7            | «Nepenthe»                                                     | Douglas Aarniokoski | Samantha Humphrey y Michael Chabon                                                                                           | 5 de marzo de 2020        | 1WAH07          |
| 8            | 8            | «Broken Pieces» «En pedazos»                                   | Maja Vrvilo         | Michael Chabon | 12 de marzo de 2020       | 1WAH08          |
| 9            | 9            | «Et in Arcadia Ego. Part 1» «Et in Arcadia Ego. Parte 1»       | Akiva Goldsman      | Guion de: Michael Chabon y Ayelet Waldman Historia de: Michael Chabon, Ayelet Waldman y Akiva Goldsman                       | 19 de marzo de 2020       | 1WAH09          |
| 10           | 10           | «Et in Arcadia Ego. Part 2» «Et in Arcadia Ego. Parte 2»       | Akiva Goldsman      | Guion de: Michael Chabon Historia de: Michael Chabon y Akiva Goldsman                                                        | 26 de marzo de 2020       | 1WAH10          |

### Segunda temporada (2022)
| N.º en serie | N.º en temp. | Título                                   | Dirigido por     | Escrito por | Fecha de emisión original | Código de prod. |
| ------------ | ------------ | ---------------------------------------- | ---------------- | --- | ------------------------- | --------------- |
| 11           | 1            | «The Star Gazer» «Mira a las estrellas»  | Doug Aarniokoski | Akiva Goldsman y Terry Matalas | 4 de marzo de 2022        | 2WAH01          |
| 12           | 2            | «Penance» «Penitencia»                   | Doug Aarniokoski | Guion de: Akiva Goldsman, Terry Matalas y Christopher Monfette Historia de: Michael Chabon, Akiva Goldsman, Terry Matalas y Christopher Monfette | 11 de marzo de 2022       | 2WAH02          |
| 13           | 3            | «Assimilation» «Asimilación»             | Lea Thompson     | Kiley Rossetter y Christopher Monfette | 18 de marzo de 2022       | 2WAH03          |
| 14           | 4            | «Watcher» «Observador»                   | Lea Thompson     | Guion de: Juliana James y Jane Maggs Historia de: Travis Fickett y Juliana James                                                                 | 25 de marzo de 2022       | 2WAH04          |
| 15           | 5            | «Fly me to the Moon» «Llévame a la Luna» | Jonathan Frakes  | Cindy Appel | 1 de abril de 2022        | 2WAH05          |
| 16           | 6            | «Two Of One» «Dos de Uno»                | Jonathan Frakes  | Cindy Appel y Jane Maggs | 8 de abril de 2022        | 2WAH06          |
| 17           | 7            | «Monsters» «Monstruos»                   | Joe Menéndez     | Jane Maggs | 15 de abril de 2022       | 2WAH07          |
| 18           | 8            | «Mercy» «Misericordia»                   | Joe Menéndez     | Cindy Appel y Kirsten Beyer | 22 de abril de 2022       | 2WAH08          |
| 19           | 9            | «Hide and Seek» «El escondite»           | Michael Weaver   | Matt Okumura y Chris Derrick | 29 de abril de 2022       | 2WAH09          |
| 20           | 10           | «Farewell» «Adiós»                       | Michael Weaver   | Christopher Monfette y Akiva Goldsman | 6 de mayo de 2022         | 2WAH10          |

### Tercera temporada (2023)
| N.º en serie | N.º en temp. | Título                | Dirigido por      | Escrito por                        | Fecha de emisión original | Código de prod. |
| ------------ | ------------ | --------------------- | ----------------- | ---------------------------------- | ------------------------- | --------------- |
| 21           | 1            | «The Next Generation» | Doug Aarniokoski  | Terry Matalas                      | 16 de febrero de 2023     | 3WAH01          |
| 22           | 2            | «Disengage»           | Doug Aarniokoski  | Christopher Monfette y Sean Tretta | 23 de febrero de 2023     | 3WAH02          |
| 23           | 3            | «Seventeen Seconds»   | Jonathan Frakes   | Jane Maggs y Cindy Appel           | 2 de marzo de 2023        | 3WAH03          |
| 24           | 4            | «No Win Scenario»     | Jonathan Frakes   | Terry Matalas y Sean Tretta        | 9 de marzo de 2023        | 3WAH04          |
| 25           | 5            | «Imposters»           | Dan Liu           | Cindy Appel                        | 16 de marzo de 2023       | 3WAH05          |
| 26           | 6            | «The Bounty»          | Dan Liu           | Christopher Monfette               | 23 de marzo de 2023       | 3WAH06          |
| 27           | 7            | «Dominion»            | Deborah Kampmeier | Jane Maggs                         | 30 de marzo de 2023       | 3WAH07          |
| 28           | 8            | «Surrender»           | Deborah Kampmeier | Matt Okumura                       | 6 de abril de 2023        | 3WAH08          |
| 29           | 9            | «Vox»                 | Terry Matalas     | Sean Tretta y Kiley Rossetter      | 13 de abril de 2023       | 3WAH09          |
| 30           | 10           | «The Last Generation» | Terry Matalas     | Terry Matalas                      | 20 de abril de 2023       | 3WAH10          |

## Producción

### Desarrollo
En junio de 2018, después de convertirse en el único showrunner de la serie Star Trek: Discovery, Alex Kurtzman firmó un acuerdo general de cinco años con CBS Television Studios para expandir la franquicia Star Trek más allá de Discovery a varias series, miniseries y series animadas nuevas.  Se informó que una de estas nuevas series estaría protagonizada por Patrick Stewart, repitiendo su papel de Jean-Luc Picard de la serie Star Trek: The Next Generation.  Kurtzman y Akiva Goldsman (que trabajaron en la primera temporada de Discovery) estaban adjuntos al proyecto.  Cuando CBS se acercó a él por primera vez para hacer más series de Star Trek, Kurtzman incluyó una serie con Picard en su lista de deseos porque creía que el personaje era el mejor capitán de la franquicia.  Esto fue a pesar de que Stewart había dicho previamente que no quería regresar a la franquicia.
Mientras desarrollaban ideas para la serie complementaria Star Trek: Short Treks, Kurtzman y su equipo desarrollaron una historia que habría presentado a Nichelle Nichols retomando su papel de Star Trek: The Original Series como Uhura. El corto habría visto a un joven Picard visitar a Uhura en el hospital y recibir una misión relacionada con los Borg. El corto no avanzó, pero dio lugar a discusiones sobre un corto protagonizado por Stewart como una versión anterior de Picard.  El equipo pronto decidió que tenían suficiente material para presentarle a Stewart una serie completa centrada en el personaje.  Kurtzman y Goldsman se pusieron en contacto con el actor antes de enero de 2018 para discutir esta idea y se reunieron con él junto con la escritora de Discovery Kirsten Beyer en el Hotel Beverly Wilshire.  Stewart aceptó la reunión con la intención de rechazar el proyecto, pero después de que Beyer lo convenció de reconsiderar, aceptó leer un documento de cuatro páginas que describía sus ideas.  En ese momento, Goldsman invitó al novelista Michael Chabon, un amigo, a trabajar también en el proyecto y los cuatro finalmente produjeron un documento de 35 páginas que enviaron a Stewart.  Stewart pidió reunirse con el grupo nuevamente en marzo de 2018, donde expresó su aprobación de su propuesta.  Stewart dijo que el lanzamiento se sintió como "algo muy inusual y estaba intrigado".  Mientras decidía si unirse al proyecto, Stewart le preguntó a Kurtzman que la serie fuera "muy diferente" de las historias anteriores de Star Trek, "tanto lo que la gente recuerda como lo que no esperan en absoluto; de lo contrario, ¿por qué hacerlo?"
El 4 de agosto de 2018, Stewart hizo una aparición sorpresa en la Convención anual Star Trek de Las Vegas para anunciar oficialmente la serie y confirmar que la protagonizaría. Explicó que después de interpretar al personaje por última vez en la película Star Trek: Nemesis de 2002, sintió que su papel en la franquicia "había seguido su curso natural", pero en los años transcurridos desde entonces se sintió humillado por las historias sobre el impacto que el personaje tuvo en la vidas de los fanáticos. Ahora estaba feliz de traer de vuelta la "luz reconfortante y reformadora [para] brillar en estos tiempos a menudo tan oscuros" de Picard. Además de protagonizar, Stewart también iba a ser productor ejecutivo de la serie junto a Kurtzman, Goldsman, Chabon, James Duff de Discovery, Heather Kadin de la productora Secret Hideout de Kurtzman y Rod Roddenberry (el hijo del creador de Star Trek, Gene Roddenberry) y Trevor Roth de Roddenberry Entertainment, con Beyer como productor supervisor.
Inicialmente se esperaba que la serie se estrenara en 2019.  Kadin reveló en octubre que estaba destinado a ser una miniserie continua en lugar de una miniserie limitada y dijo que sus fechas de lanzamiento no se superpondrían con Discovery o cualquier otra serie nueva de Star Trek. Kurtzman agregó que la serie Picard sería "algo propio",  y luego explicó que mientras Discovery es "una bala", la serie Picard es "un espectáculo muy contemplativo" con su propio ritmo y una sensación más del mundo real.  El CCO de CBS, David Nevins, confirmó en diciembre de 2018 que la serie debía debutar en CBS All Access a finales de 2019, después del lanzamiento completo de la segunda temporada de Discovery y varios cortos de Star Trek: Short Treks.  Stewart reveló un mes después que la serie constaría de 10 episodios y reiteró que la intención era que continuara durante varias temporadas,  y agregó en febrero que "estamos preparados para posiblemente tres años de este programa".   Una lista de producción en marzo dio el título de la serie como Star Trek: Destiny, que CBS había registrado en 2018.  Sin embargo, se anunció que el título oficial era Star Trek: Picard en la presentación inicial de CBS en mayo.  En ese momento, Kurtzman dijo que la serie estaba siendo "dirigida" por un equipo creativo más grande en lugar de tener un showrunner tradicional. 
Chabon fue nombrado showrunner único en junio, trabajando en la producción diaria con Kurtzman y Goldsman.  Un mes después, la serie estaba programada para estrenarse en enero de 2020.  Se informó que tenía un presupuesto de entre 8 y 9 millones de dólares por episodio.  En octubre, Kurtzman dijo que una segunda temporada "ya estaba en proceso".  Chabon firmó un acuerdo general con CBS Television Studios a principios de diciembre para crear varias series nuevas para el estudio, lo que significaba que dejaría el cargo de showrunner de Picard en 2020. Siguió siendo productor ejecutivo y escritor de la serie.  CBS anunció oficialmente la segunda temporada un mes después y reveló que Terry Matalas se había unido a la serie como productor ejecutivo para llenar el vacío que se crearía con la partida de Chabon.  Goldsman y Matalas asumieron el cargo de co-showrunners una vez que Chabon se fue.  También se informó que la serie tenía luz verde informal para una tercera temporada que se desarrollaría al mismo tiempo que la segunda y se filmaría consecutivamente . Esto fue para ahorrar costos y simplificar la programación,  y se confirmó oficialmente en septiembre de 2021.  Para entonces, CBS All Access se había ampliado y rebautizado como Paramount+.  Goldsman dijo que los productores habían discutido un plan de tres temporadas y un plan de cinco temporadas para la serie, pero que finalmente continuarían haciéndolo mientras Stewart estuviera feliz de hacerlo.  En febrero de 2022, Goldsman confirmó que la tercera temporada sería la última.  Matalas fue el único showrunner de la tercera temporada.

### Escritura
El mandato de Kurtzman para la serie era que fuera un estudio psicológico del carácter de Picard en sus "años eméritos". Señaló que era raro que una serie de televisión tuviera como protagonista a un actor de la edad de Stewart.  Goldsman dijo que la serie no sería una secuela directa de The Next Generation y estaría más centrada en los personajes que esa serie, describiendo a Picard como "más lento, más gentil, más lírico" que las historias anteriores de Star Trek.  Contrastó a Picard con Discovery al describir este último como una serie de acción y aventuras de ciencia ficción, mientras que Picard es una serie dramática de ciencia ficción que cuenta historias dramáticas dentro de un entorno de otro mundo.  El equipo creativo le aseguró a Stewart que la serie no sería "broma",  y comparó a Picard con cuando repitió su papel de X-Men del Profesor X en la película Logan (2017), donde era el mismo personaje, pero el mundo y el tono de la franquicia quedaron "destrozados".
Goldsman dijo que cada temporada cuenta una historia separada, pero vio las tres temporadas como "una sola pieza".  Matalas explicó que la serie era una historia de tres partes sobre Picard, y cada temporada exploraba diferentes aspectos del personaje. Además de tener diferentes historias y temas, cada temporada también tiene un tono y enfoque visual diferente,  haciendo de la serie "una especie de antología" y cada temporada sigue las respectivas visiones de Chabon, Goldsman y Matalas.  La primera temporada encuentra a Picard profundamente afectado por la muerte de su colega androide Data en Nemesis,  y Kurtzman lo vio como una historia de redención para el personaje, que debe enfrentar las consecuencias de su decisión de abandonar la Flota Estelar y los romulanos. tras la destrucción del planeta Romulus en la película Star Trek (2009).  La segunda temporada continúa explorando problemas que surgen en la última etapa de la vida de una persona, especialmente las relaciones pasadas de Picard,  y otros elementos de su vida que le han impedido seguir adelante.  Goldsman sintió que la primera temporada trataba sobre la resurrección y la segunda temporada sobre la redención,  mientras que Matalas dijo que la tercera temporada fue diseñada para ser una "despedida" para Picard y el resto del elenco principal de Next Generation.

### Casting
Con el anuncio de la serie en agosto de 2018 llegó la confirmación de que Stewart interpretaría a Picard.  A principios de marzo de 2019, Santiago Cabrera y Michelle Hurd iban a coprotagonizar la serie, siendo Cabrera uno de los actores más buscados durante la temporada piloto de televisión de 2019 y eligiendo esta serie sobre otras ofertas.   Más tarde ese mes, el recién llegado Evan Evagora fue elegido para otro papel regular de la serie.  En abril, Alison Pill, Harry Treadaway e Isa Briones se unieron al elenco.  Los personajes de los nuevos miembros del elenco se anunciaron en julio, con Pill como Agnes Jurati, Cabrera como Cristobal "Chris" Rios, Hurd como Raffi Musiker, Treadaway como Narek y Evagora como Elnor.  Briones interpreta a varios androides, incluidos Dahj y Soji Asha.

### Diseño
Varios miembros del equipo de diseño de Star Trek: Discovery regresaron para Picard, incluido el diseñador de producción Todd Cherniawsky y el diseñador de criaturas Neville Page de Alchemy Studios.  Christine Bieselin Clark se desempeñó como diseñadora de vestuario.  Reconociendo que la serie se desarrollaría más en el futuro que cualquier película o serie anterior de Star Trek, Kurtzman explicó que la producción apuntaba a un enfoque "fundamentado" en lugar de tener cosas como "rascacielos flotantes locos y todos los clichés de ciencia ficción".  La secuencia del título de apertura fue creada por Prologue, la compañía que creó la secuencia de apertura de Discovery. 

### Rodaje
La serie fue filmada en Santa Clarita Studios, California, bajo el título provisional Drawing Room.  Recibió grandes créditos fiscales de la Comisión de Cine de California para que la producción se llevara a cabo en California, en lugar de en Toronto, Canadá, donde se filma Star Trek: Discovery.  El rodaje de la primera temporada tuvo lugar de abril a septiembre de 2019,  con locaciones en California, incluida Sunstone Winery en el valle de Santa Ynez para representar el viñedo francés de Picard,  en Star Trek al lugar de rodaje de Vasquez Rocks en las montañas de Sierra Pelona en el condado de Los Ángeles para la casa de Raffi,  y en el área de Malibú para el planeta Coppelius. 
A pesar de los informes de que la segunda y tercera temporada estaban destinadas a filmarse consecutivamente,  los productores solo estaban planeando filmar la segunda temporada por su cuenta cuando la pandemia de COVID-19 comenzó a afectar las producciones cinematográficas y televisivas a principios de año. 2020. Debido a los requisitos de programación de la serie, los retrasos posteriores inducidos por la pandemia significaron que la segunda y tercera temporada tuvieron que filmarse consecutivamente.  El rodaje de la segunda temporada comenzó en febrero de 2021,  y algunas escenas de la tercera temporada se filmaron al mismo tiempo.  La filmación de locaciones se llevó a cabo alrededor de Los Ángeles para la segunda temporada, que se desarrolla principalmente en esa ciudad durante el año 2024.  La filmación de la temporada terminó en septiembre, y luego la producción pasó completamente a filmar la tercera.  Las dos temporadas tuvieron uno de los equipos de series de televisión más grandes en ese momento con más de 450 miembros.  El rodaje de la serie concluyó en marzo de 2022;  Stewart declaró que filmar continuamente la serie durante casi 14 meses fue "emocionante y emocionante la mayor parte del tiempo", pero también difícil para el actor que tenía más de 80 años.

### Efectos visuales
Los efectos visuales de la serie son proporcionados por Pixomondo,  DNEG,  Crafty Apes,  Ghost VFX,  Gentle Giant Studios, Technicolor VFX y Filmworks/FX.  con Jason Zimmerman regresando de Discovery como supervisor de efectos visuales.  Pixomondo trabajó con el departamento de diseño de producción de la serie para ayudar a desarrollar sus diseños en activos 3D, y luego compartió esos activos con los otros proveedores. Para la primera temporada, estos modelos digitales incluyeron el Borg Cube, La Sirena y los barcos romulanos. 

### Música
Se reveló que el compositor de Star Trek: Discovery, Jeff Russo, estaba componiendo la partitura de Picard en julio de 2019.  La relación de Russo con Star Trek comenzó como fanático de The Next Generation, y le preguntó a Kurtzman si podía trabajar en Picard después de ver la obra de Stewart. Anuncio de la serie en la Convención Star Trek de Las Vegas. Russo quería que su música se mantuviera fiel a las partituras anteriores de Star Trek sin repetirlas, y especialmente quería evitar su música para Discovery. Russo sintió que Picard era una historia más íntima y quería adoptar un enfoque más personalizado presentando más interpretaciones de instrumentos solistas que en Discovery.
Russo escribió varias versiones del tema principal de la serie antes de decidirse por una versión más emotiva y conmovedora.  Está rematado con un flautín, que Russo sintió que sonaba similar a la flauta Ressikan ficticia que Picard tocó en el episodio de Next Generation "The Inner Light".  La segunda temporada presenta una "reorganización acelerada" del tema principal.  Además, Russo usó el tema de Jerry Goldsmith de Star Trek: The Motion Picture (1979) para conectarse con The Next Generation , ya que esa serie usó el tema de Goldsmith para su título principal, y también hizo referencia al tema de la Star Trek original de Alexander Courage para "evocar la idea de Star Trek en general".  El 7 de febrero de 2020 se lanzó un álbum de banda sonora para la primera mitad de la primera temporada,  seguido de un álbum para la temporada completa el 3 de abril.  Se lanzó un álbum para la segunda temporada publicado el 29 de abril de 2022. 
Stephen Barton reemplazó a Russo como compositor para la tercera temporada, luego de trabajar con Matalas en la serie 12 Monkeys.  Se inspiraron en el trabajo de Goldsmith y James Horner para las películas de Star Trek.  Craig Huxley contribuyó con actuaciones en el rayo bláster, un instrumento que inventó y que anteriormente tocó en la banda sonora de The Motion Picture. 

## Recepción

### Audiencia
Una semana después del estreno de la serie, CBS dijo que Picard había establecido un nuevo récord de transmisiones totales de una serie original de CBS All Access por parte de sus suscriptores, con un 115 por ciento más de transmisiones totales que el récord anterior establecido por Star Trek: Discovery. CBS también atribuyó en parte el estreno de la serie para el mes de enero de 2020 rompiendo el récord del servicio de más suscriptores nuevos en un mes, ayudado por la semana del estreno de Picard siendo la segunda mayor cantidad de suscriptores nuevos en una sola semana para el servicio. 

### Respuesta critica
Star Trek: Picard tiene un índice de aprobación del 89% en el sitio web agregador de reseñas Rotten Tomatoes,  mientras que Metacritic, que utiliza un promedio ponderado, ha asignado una puntuación de 77 sobre 100 basándose en reseñas de 50 críticos, lo que indica reseñas "generalmente favorable". 
Para la primera temporada, Rotten Tomatoes reportó un 86% de aprobación con una calificación promedio de 7,55/10 basada en 254 reseñas. El consenso crítico del sitio web dice: "Anclado por el incomparable Patrick Stewart, Picard se aparta del protocolo estándar de la Flota Estelar con una historia serializada más lenta, pero como todos los grandes Star Trek, aborda temas actuales con gracia y constituye un emocionante avance hacia la frontera final".  Metacritic asignó una puntuación de 76 sobre 100 basándose en reseñas de 27 críticos, lo que indica críticas "generalmente favorables". 
Rotten Tomatoes reportó un 85% de aprobación para la segunda temporada, con una calificación promedio de 7,95/10 basada en 95 reseñas. El consenso crítico del sitio web dice: "Picard recibe respaldo de los favoritos de los fanáticos de la franquicia en una temporada de segundo año que traza un rumbo hacia la recuperación del espíritu clásico de Star Trek y lo hace así".  Metacritic asignó una puntuación de 69 sobre 100 basándose en reseñas de 7 críticos, lo que indica críticas "generalmente favorables". 
Para la tercera temporada, Rotten Tomatoes reportó un 98% de aprobación con una calificación promedio de 8,60/10 basada en 100 reseñas. El consenso crítico del sitio web dice: "Finalmente reuniendo a la banda, la última temporada de Picard va audazmente hacia donde había ido la generación anterior, y es mucho mejor".  Metacritic asignó una puntuación de 83 sobre 100 basándose en reseñas de 16 críticos, lo que indica "aclamación universal".